# 开放时代
《开放时代》是广州市社会科学院主办的人文与社会科学类学术期刊，创刊于1982年。

## 历史
1982年，广州市社会科学院创办了院刊《广州研究》。1989年起更名为《开放时代》。2014年成为国家新闻出版广电总局第一批认定学术期刊。2016年起开始推出英文精选版。目前，《开放时代》为“中文社会科学引文索引（CSSCI）来源期刊”、“中国人文社会科学核心期刊”、“中文核心期刊”，并连续多年被评为“中国国际影响力优秀学术期刊”。
2004年起，开放时代杂志社每年举办开放时代论坛，邀请各领域学者讨论前沿公共议题。2015年起，又开设不定期的开放时代工作坊，用以探讨重要学术问题。